# Драгош Неделку
Драгош Неделку (рум. Dragoș Nedelcu, нар. 16 лютого 1997, Констанца) — румунський футболіст, півзахисник, захисник клубу «Фарул» (Констанца) та національної збірної Румунії.

## Клубна кар'єра
Вихованець «Академії Георге Хаджі», по завершенні якого потрапив у «Вііторул». За першу команду дебютував 18 липня 2014 року у матчі Кубка ліги проти «Ботошані». Його перша поява у Лізі I відбулася через десять днів у грі з «Політехнікою» (Ясси)  (0:0). Всього у рідній команді провів три сезони, взявши участь у 69 матчах чемпіонату. Більшість часу, проведеного у складі У складі, був основним гравцем команди і у сезоні 2016/17 став з командою чемпіоном Румунії.
9 серпня 2017 року перейшов у столичну «Стяуа». Станом на 21 червня 2019 року відіграв за бухарестську команду 44 матчі в національному чемпіонаті.

## Виступи за збірні
2013 року дебютував у складі юнацької збірної Румунії, взяв участь у 4 іграх на юнацькому рівні.
З 2014 року залучався до матчів молодіжної збірної Румунії, у її складі поїхав на молодіжний чемпіонат Європи 2019 року в Італії.
У листопаді 2016 року Драгош отримав свій перший виклик в основну збірну Румунії на матчі проти Польщі і Росії. Дебютував у її складі 15 листопада 2016 року проти збірної Росії.
| Дата       | Місто     | Господарі          | Результат | Гості    | Турнір            | Голи | Примітки |
| ---------- | --------- | ------------------ | --------- | -------- | ----------------- | ---- | -------- |
| 15-11-2016 | Грозний   | Росія              | 1 – 0     | Румунія  | товариський матч  | -    | 90+2'    |
| 31-5-2018  | Грац      | Румунія            | 3 – 2     | Чилі     | товариський матч  | -    | 48' 70'  |
| 2-9-2021   | Рейк'явік | Ісландія           | 0 – 2     | Румунія  | Відбір до ЧС 2022 | -    | 8'       |
| 8-9-2021   | Скоп'є    | Північна Македонія | 0 – 0     | Румунія  | Відбір до ЧС 2022 | -    | 48' 63'  |
| 11-10-2021 | Бухарест  | Румунія            | 1 – 0     | Вірменія | Відбір до ЧС 2022 | -    | 81'      |
| 14-11-2021 | Вадуц     | Ліхтенштейн        | 0 – 2     | Румунія  | Відбір до ЧС 2022 | -    |          |
| Усього     |           | Матчів             | 6         |          | Голів             | 0    |          |

## Титули і досягнення
- Чемпіон Румунії (2):

«Віїторул»: 2016-17
«Фарул»: 2022-23
- Володар Кубка Румунії (1):

«Стяуа»: 2019-20